# Borborillus vitripennis
Borborillus vitripennis – gatunek muchówki z rodziny Sphaeroceridae i podrodziny Copromyzinae.
Gatunek ten opisany został w 1830 roku przez Johanna Wilhelma Meigena jako Borborus vitripennis.
Muchówka o ciele długości od 2 do 2,7 mm. Głowa jej charakteryzuje się brakiem szczecinek zaciemieniowych oraz brakiem długich szczecinek na policzku oprócz wibrys. Na tułowiu ma na krawędzi sternopleurów cztery długie szczecinki, natomiast nie ma w tym miejscu krótkich włosków. Skrzydła są w pełni wykształcone. Ich użyłkowanie cechuje odcinek żyłki medialnej M1+2 między przednią i tylną żyłką poprzeczną dłuższy niż jej odcinek wierzchołkowy. Trzecia para odnóży ma na spodzie goleni przez ⅔ długości włosowate szczecinki anterowentralne, a na wierzchołku długą, brązową, prawie dorównującą długości pierwszego członu stopy ostrogę. Odwłok ma na hypopygium długie, sterczące, gęsto rozmieszczone szczecinki.
Owad znany z Hiszpanii, Irlandii, Wielkiej Brytanii, Francji, Belgii, Holandii, Niemiec, Danii, Szwecji, Norwegii, Finlandii, Szwajcarii, Austrii, Włoch, Polski, Litwy, Łotwy, Estonii, Czech, Słowacji, Węgier, Serbii, Czarnogóry, Rumunii, Bułgarii, europejskiej części Rosji, Afryki Północnej, Bliskiego Wschodu i wschodniej Palearktyki: przez Syberię i północny Kazachstan po Kraj Nadmorski.